# Мяэкюла (Таллин)
Мя́экюла (эст. Mäeküla — «Горная деревня») — микрорайон в районе Хааберсти в городе Таллине, столице Эстонии. 

## География
Расположен у западной границы Таллина. Граничит с микрорайонами Астангу и Вана-Мустамяэ и с волостью Харку. Площадь — 1,45 км². Плотность населения на 1 января 2023 года — 4,1 чел/км². 
В Мяэкюла находится Аэрологическая станция Таллин-Харку. Через микрорайон протекает ручей Ярвеотса.

## Улицы
Самые протяжённые улицы микрорайона: Палдиское шоссе, Тяхеторни и Харкуметса.

## Население
| Численность населения | Численность населения | Численность населения | Численность населения | Численность населения | Численность населения | Численность населения | Численность населения | Численность населения | Численность населения | Численность населения | Численность населения | Численность населения | Численность населения | Численность населения |
| 2008                  | 2010                  | 2011                  | 2012                  | 2013                  | 2014                  | 2015                  | 2016                  | 2017                  | 2018                  | 2019                  | 2020                  | 2021                  | 2022                  | 2023                  |
| --------------------- | --------------------- | --------------------- | --------------------- | --------------------- | --------------------- | --------------------- | --------------------- | --------------------- | --------------------- | --------------------- | --------------------- | --------------------- | --------------------- | --------------------- |
| 5                     | →5                    | →5                    | ↗7                    | →7                    | ↘2                    | →2                    | →2                    | →2                    | →2                    | →2                    | →2                    | →2                    | ↗6                    | →6                    |

## История
Микрорайон Мяэкюла был образован на территории бывшей деревни Мяэкюля, появившейся в конце XIX века. Вероятно, она получила сво1 название от трактира Мяэ (также Мяэпеа), который находился недалеко от перекрёстка улицы Тяхеторни и Палдиского шоссе, по другую сторону городской черты. Бо́льшая часть деревни в 1975 году была присоединена к Таллину, а её часть к западу от Палдиского шоссе — к деревне Лааби в 1977 году.

## Галерея

Микрорайон Мяэкюла
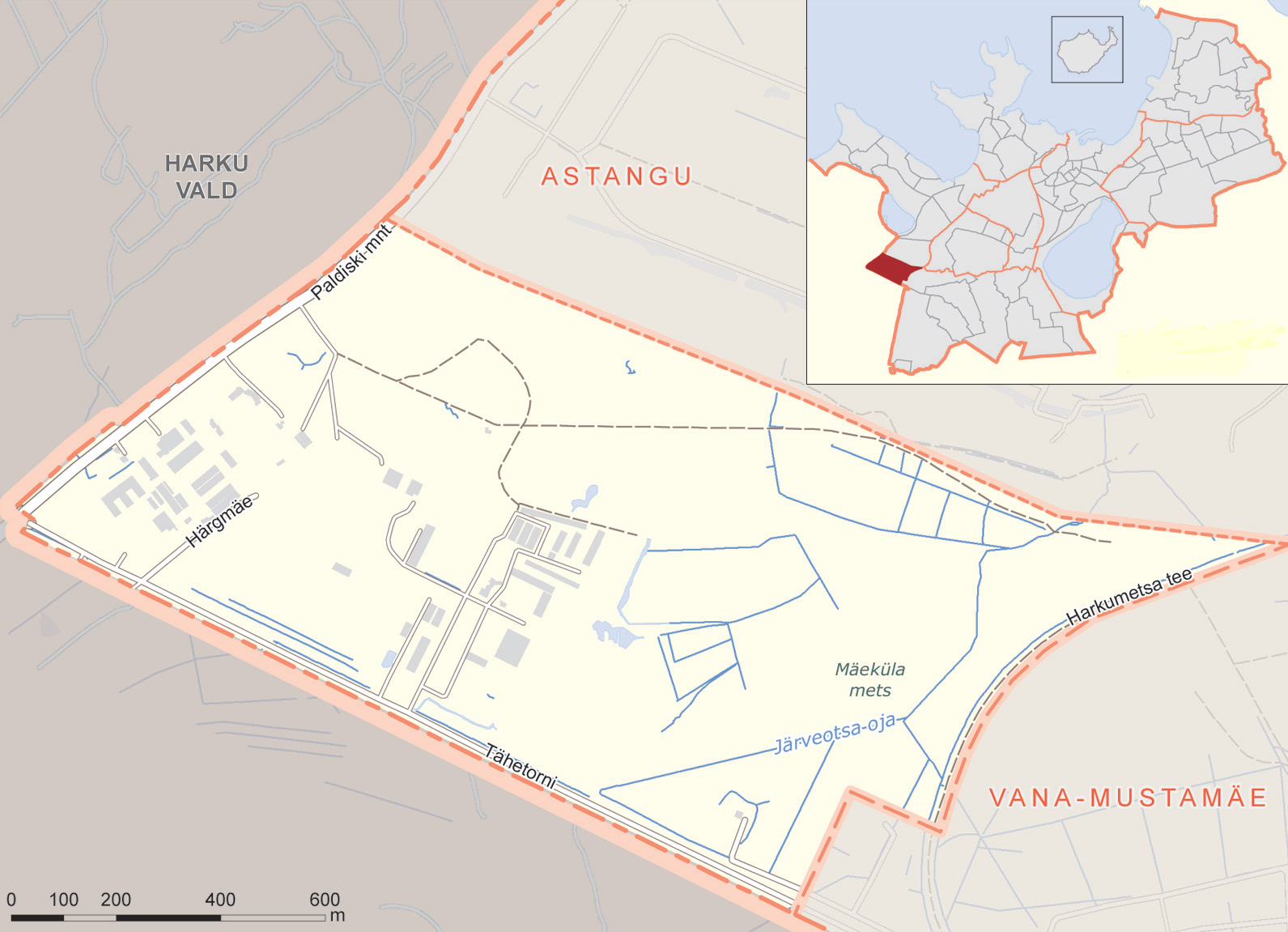
Карта микрорайона Мяэкюла
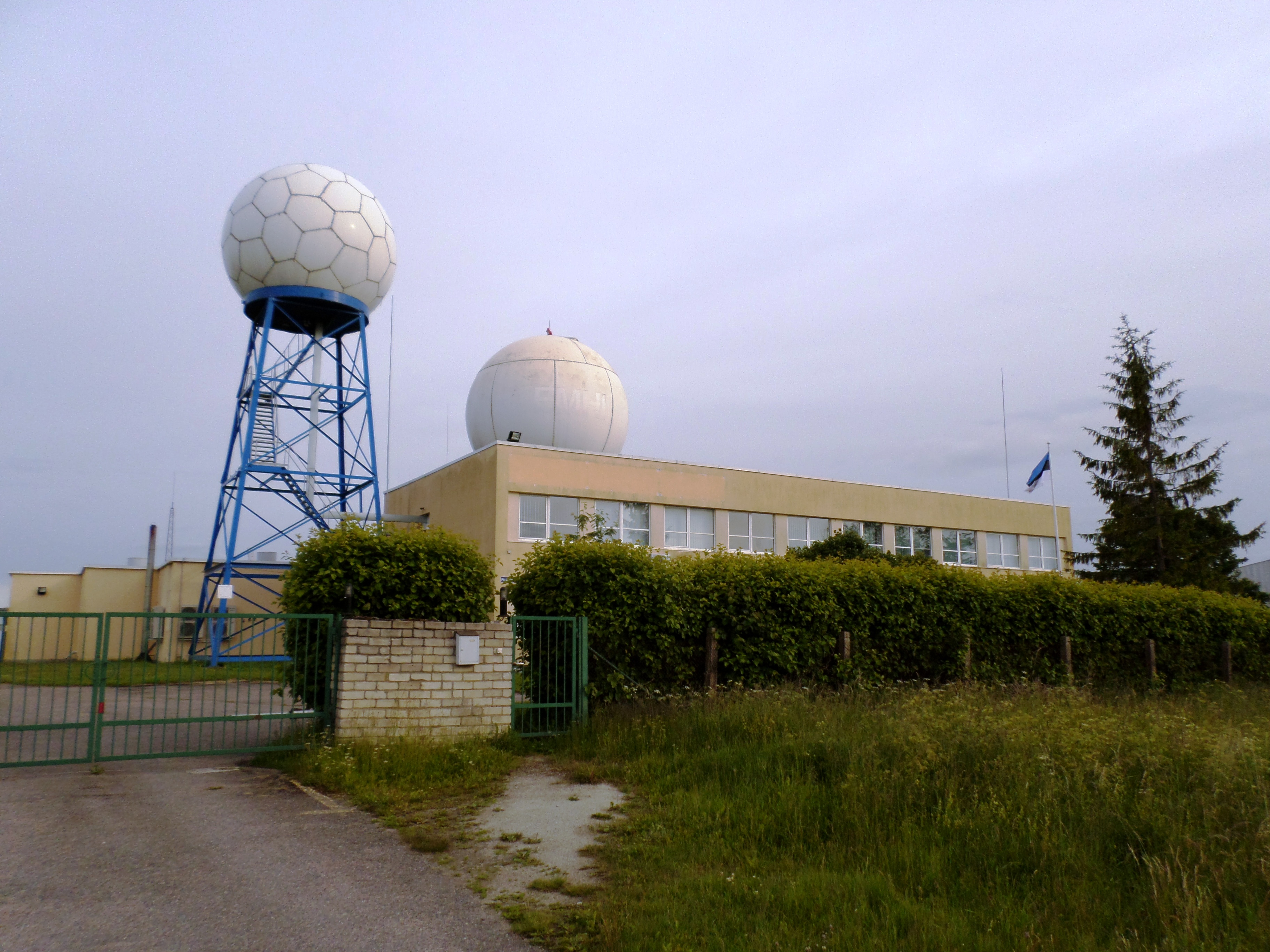
Аэрологическая станция Таллин-Харку
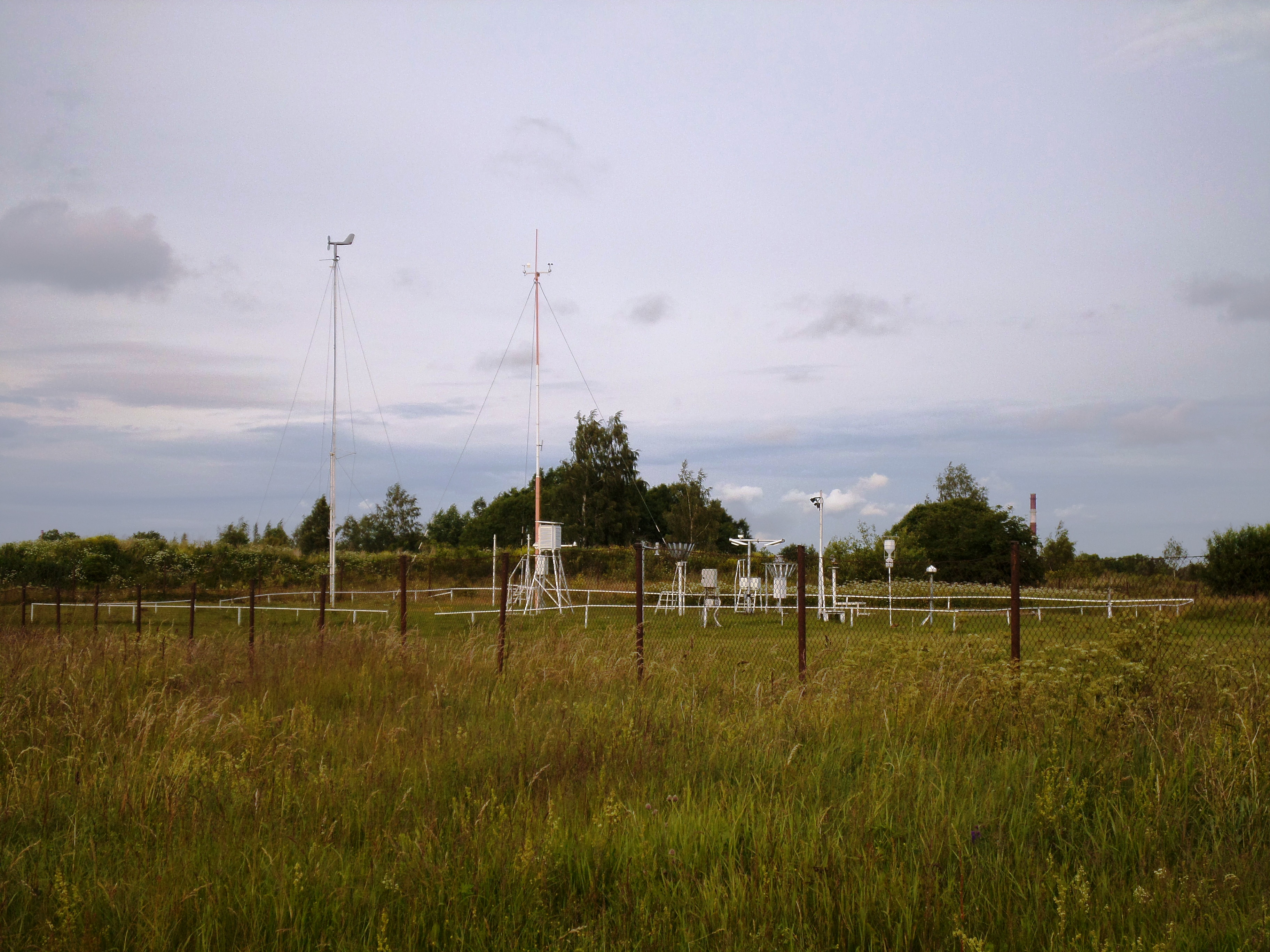
Оборудование аэрологической станции Таллин-Харку

## Комментарии
1. ↑  Эстонские топонимы, оканчивающиеся на -а, в русском языке не склоняются[4], а род получают по родовому слову, например, деревне присваивается женский род, хотя в эстонском языке нет категории рода.